# 祝致和
祝致和（1548年—？），字達卿，號在陽，浙江衢州府龍游縣人，民籍，明朝政治人物。

## 生平
隆慶四年（1570年）庚午科順天府鄉試第八名。萬曆八年，登庚辰科（1580年）進士第三甲第一百九十四名。刑部觀政，九年任兴化府推官，任满六載，十五年（1587年）擢官至刑部主事。十七年丁憂归乡，二十一年复除本部，卒于官。

## 家族
曾祖父祝璋，曾任歲貢生；祖父祝允；父親祝啓元。前母周氏；母璩氏。具庆下。兄祝詔（知县）、祝致廣、祝如京（监生）、祝致中、弟祝致祥、祝致用、祝致一、祝致大、祝萬寧（监生）。